# 千葉県立市川北高等学校
千葉県立市川北高等学校（ちばけんりつ いちかわきたこうとうがっこう）は、千葉県市川市大野町四丁目に所在した公立の高等学校。
千葉県立高等学校再編計画により、2011年（平成23年）4月に千葉県立市川西高等学校と統合され、千葉県立市川昴高等学校として新たに開校した。

## 設置学科
- 普通科

## 所在地
- 〒272-0805 千葉県市川市大野町4-2274

## 交通
JR武蔵野線市川大野駅下車徒歩20分くらい。京成線本八幡、市川駅方面からはバス。自転車で通う生徒も多い。

## 沿革
- 1979年 - 創立。
- 2011年4月 - 千葉県立市川西高等学校と統合、千葉県立市川昴高等学校として新たに開校。統合後は市川西高校の校舎を利用。

## 現在
- 2012年4月より、校地は千葉県立特別支援学校市川大野高等学園として使用されている。それに伴い、校舎もリニューアルされている。
- 野球部のグランドはポニーリーグの市川ポニーに使用されている[2]。

## 学校周辺
創立数年目にはすでにあった至近のパン屋「ピッコロ」は、多くの北高生に親しまれて、コロッケサンドが絶品と評判であった（2007年時点でピッコロは営業しておらず、近くのファミリーマートを利用する者が多かった）。京成バスの市川北高校停留所は学校横にある。

## 校風・その他
- 校章は白い梨の花。周辺には田園風景が広がり、梨園が点在する。
- 学園祭の名称は白梨祭。開校当時からバンド活動が盛んで、白梨祭でも音楽室でヘヴィメタル、フュージョン、ロックなどの演奏が盛大に行われた。